# 스테번 베르흐베인
스테번 찰스 베르흐베인(Steven Charles Bergwijn, 1997년 10월 8일 ~ )은 네덜란드의 축구 선수로 현재 알이티하드에서 윙어로 뛰고있다.